# Fritz Raber
Fritz Raber (* 23. August 1940 in Innsbruck) ist ein österreichischer Rechtswissenschaftler.
Nach der Promotion in Graz (1962) und der Habilitation (1968) an der Universität Salzburg wurde Raber 1969 als außerordentlicher Professor für Römisches Recht an die Universität Innsbruck berufen. Im folgenden Jahr wurde er zum ordentlichen Professor für Römisches Recht und Bürgerliches Recht ernannt. Er war bis zu seiner Emeritierung Vorstand des Instituts für Römisches Recht.
Für seine Forschungsarbeit erhielt er unter anderem den Theodor-Körner-Preis (1968) und den Kardinal-Innitzer-Preis (1968) sowie die juristische Ehrendoktorwürde. Sein Forschungsschwerpunkt sind die Grundfragen des Privatrechts.